# Lijst van nummer 1-hits in de Luxemburgse Digital Songs in 2012
Deze hits stonden in 2012 op nummer 1 in de Luxemburgse Digital Songs hitlijst die gepubliceerd wordt door Billboard en samengesteld wordt door Nielsen SoundScan.
| Datum        | Artiest                                         | Titel                                    |
| ------------ | ----------------------------------------------- | ---------------------------------------- |
| 7 januari    | Gotye & Kimbra                                  | Somebody that I used to know             |
| 14 januari   | Gotye & Kimbra                                  | Somebody that I used to know             |
| 21 januari   | Michel Teló                                     | Ai se eu te pego!                        |
| 28 januari   | Michel Teló                                     | Ai se eu te pego!                        |
| 4 februari   | Michel Teló                                     | Ai se eu te pego!                        |
| 11 februari  | Michel Teló                                     | Ai se eu te pego!                        |
| 18 februari  | Michel Teló                                     | Ai se eu te pego!                        |
| 25 februari  | Michel Teló                                     | Ai se eu te pego!                        |
| 3 maart      | Michel Teló                                     | Ai se eu te pego!                        |
| 10 maart     | Michel Teló                                     | Ai se eu te pego!                        |
| 17 maart     | Michel Teló                                     | Ai se eu te pego!                        |
| 24 maart     | Michel Teló                                     | Ai se eu te pego!                        |
| 31 maart     | Michel Teló                                     | Ai se eu te pego!                        |
| 7 april      | Olly Murs & Rizzle Kicks                        | Heart skips a beat                       |
| 14 april     | Olly Murs & Rizzle Kicks                        | Heart skips a beat                       |
| 21 april     | The BossHoss                                    | Don't gimme that                         |
| 28 april     | Olly Murs & Rizzle Kicks                        | Heart skips a beat                       |
| 5 mei        | Alex Clare                                      | Too close                                |
| 12 mei       | Carly Rae Jepsen                                | Call me maybe                            |
| 19 mei       | Taio Cruz & Pitbull                             | There she goes                           |
| 26 mei       | Flo Rida                                        | Whistle                                  |
| 2 juni       | Backyard                                        | Blue coloured night                      |
| 9 juni       | Pitbull                                         | Back in time                             |
| 16 juni      | Loreen                                          | Euphoria                                 |
| 23 juni      | Loreen                                          | Euphoria                                 |
| 30 juni      | Linkin Park                                     | Burn it down                             |
| 7 juli       | Linkin Park                                     | Burn it down                             |
| 14 juli      | Gusttavo Lima                                   | Balada                                   |
| 21 juli      | Carly Rae Jepsen                                | Call me maybe                            |
| 28 juli      | Carly Rae Jepsen                                | Call me maybe                            |
| 4 augustus   | Tacabro                                         | Tacatá                                   |
| 11 augustus  | Tacabro                                         | Tacatá                                   |
| 18 augustus  | Carly Rae Jepsen                                | Call me maybe                            |
| 25 augustus  | Lykke Li                                        | I follow rivers                          |
| 1 september  | Lykke Li                                        | I follow rivers                          |
| 8 september  | Asaf Avidan                                     | One day / Reckoning song (Wankelmut rmx) |
| 15 september | Asaf Avidan                                     | One day / Reckoning song (Wankelmut rmx) |
| 22 september | Asaf Avidan                                     | One day / Reckoning song (Wankelmut rmx) |
| 29 september | Asaf Avidan                                     | One day / Reckoning song (Wankelmut rmx) |
| 6 oktober    | Asaf Avidan                                     | One day / Reckoning song (Wankelmut rmx) |
| 13 oktober   | PSY                                             | Gangnam style                            |
| 20 oktober   | PSY                                             | Gangnam style                            |
| 27 oktober   | PSY                                             | Gangnam style                            |
| 3 november   | Joel Heyard, Deborah Lehnen & Christophe Strotz | I'm in love                              |
| 10 november  | Rihanna                                         | Diamonds                                 |
| 17 november  | Adele                                           | Skyfall                                  |
| 24 november  | Adele                                           | Skyfall                                  |
| 1 december   | PSY                                             | Gangnam style                            |
| 8 december   | Rihanna                                         | Diamonds                                 |
| 15 december  | Rihanna                                         | Diamonds                                 |
| 22 december  | Rihanna                                         | Diamonds                                 |
| 29 december  | PSY                                             | Gangnam style                            |

2009 ·
2010 ·
2011 ·
2012 ·
2013 ·
2014 ·
2015 ·
2016 ·
2017 ·
2018 ·
2019
- Nederland (Top 40)
- Nederland (Single Top 100)
- Nederland (3FM Mega Top 50)
- Nederland (iTunes Top 30)
- Nederland (Graadmeter)
- Vlaanderen (Radio 2 Top 30)
- Vlaanderen (Ultratop 50)
- Vlaanderen (Top 30 van Ultratop)
- Vlaanderen (De Afrekening)
- Wallonië
- Australië
- Canada
- Denemarken
- Duitsland
- Finland
- Frankrijk
- Ierland
- Italië
- Luxemburg
- Nieuw-Zeeland
- Noorwegen
- Oostenrijk
- Polen
- Portugal
- Spanje
- Verenigd Koninkrijk
- Verenigde Staten (Hot 100)
- Zweden
- Zwitserland